# Index.dat
 (décembre 2022).
Si vous disposez d'ouvrages ou d'articles de référence ou si vous connaissez des sites web de qualité traitant du thème abordé ici, merci de compléter l'article en donnant les références utiles à sa vérifiabilité et en les liant à la section « Notes et références ».
Les fichiers index.dat sont des fichiers dans lesquels Internet Explorer et d’autres logiciels de Microsoft enregistrent des informations et des pointeurs vers des informations calculées ou obtenues au cours de l’exécution d’une requête. Ces informations sont utilisées lors de requêtes subséquentes identiques pour accélérer l’exécution de ces requêtes.
Les logiciels de Microsoft utilisent plusieurs fichiers index.dat. Par exemple, un fichier index.dat indexe les informations conservées dans les fichiers Internet temporaires, un autre fait de même pour les témoins (cookies), un autre pour les pages web visitées, un autre pour les informations entrées dans les champs de saisie semi-automatique, etc.

## Extension de nom de fichier.dat
L’extension de nom de fichier .dat indique que le fichier est enregistré dans un format qui le destine à la lecture par un programme par opposition à la lecture par un individu. Par exemple, dans un tel format, les nombres sont représentés en format binaire plutôt qu’en format décimal.

## Exemple d’utilisation
Internet Explorer conserve dans les fichiers Internet temporaires une copie des pages web visitées par l’utilisateur. Le logiciel conserve aussi dans le fichier index.dat associé aux fichiers Internet temporaires un index des URLs des pages web conservées dans les fichiers Internet temporaires ainsi que l’adresse de ces pages dans les fichiers Internet temporaires.
Lorsque l’utilisateur demande une page web, Internet Explorer consulte le fichier index.dat avant d’aller chercher la page sur Internet. Si une copie de la page se trouve dans les fichiers Internet temporaires, le fichier index.dat fournit à Internet Explorer l’adresse où se trouve cette copie et Internet Explorer obtient la page des fichiers Internet temporaires plutôt que de la télécharger d’Internet, ce qui accélère grandement l'exécution de la requête.

## Menace à la vie privée
Des groupes de protection de la vie privée blâment Microsoft pour la façon dont les fichiers index.dat sont gérés par Internet Explorer 6. Ces groupes se plaignent particulièrement des deux caractéristiques suivantes des fichiers index.dat dans la version 6 d’Internet Explorer :
- le contenu des fichiers index.dat n’est pas effacé lorsque les informations indexées dans ces fichiers sont supprimées ; par exemple, lorsque l’utilisateur supprime les fichiers Internet temporaires, le fichier index.dat indexant ces fichiers continue à contenir les URL des pages effacées avec une mention indiquant que les pages ne sont plus contenues dans les fichiers Internet temporaires ;
- les fichiers index.dat sont difficiles à modifier par l'utilisateur parce qu’ils ne sont pas modifiables avec un éditeur standard ; de plus, ils ne peuvent pas être supprimés avec les commandes standards de gestion des fichiers parce qu’ils sont toujours ouverts par Windows et que Windows refuse de supprimer un fichier ouvert.

Les utilisateurs d’Internet Explorer 6 peuvent contourner ces problèmes avec l’une des deux méthodes suivantes :
- en supprimant les fichiers index.dat après avoir démarré leur ordinateur en mode sans échec ; en effet, en mode sans échec, Windows n’ouvre pas les fichiers index.dat ; il est donc possible de les détruire avec les commandes standards de gestion des fichiers ;
- en utilisant un des nombreux graticiels disponibles sur Internet pour lire, modifier et/ou supprimer les fichiers index.dat ou tout fichier en cours d'utilisation (Unlocker par ex.)

Le problème de confidentialité décrit précédemment a été corrigé dans Internet Explorer 7. 
Tous les navigateurs web (Internet Explorer 6, Internet Explorer 7, Firefox, etc.) conservent des informations déjà calculées ou obtenues pour accélérer le traitement de requêtes identiques subséquentes ainsi que des fichiers indexant ces informations. Le problème de confidentialité n’est pas relié à l’existence de ces fichiers mais bien à la façon de les gérer.